# UBALL Basketball Utrecht
UBALL (Utrecht Basketball) is een talentontwikkelingsacademie voor basketbal in Midden-Nederland. Het eerste team komt uit in de Promotiedivisie, het één na hoogste basketbalniveau van Nederland. De trainingen en wedstrijden vinden plaats in Utrecht, met SportCentrum Oudenrijn als thuisbasis.

## Geschiedenis
UBALL, opgericht in 2005, begon als een samenwerkingsverband van zeven basketbalverenigingen uit Utrecht en omgeving, met als doel talentvolle spelers gezamenlijk op te leiden. In het seizoen 2011-2012 transformeerde UBALL naar een zelfstandige talentenacademie, waarbij de focus kwam te liggen op het integreren van topsport en onderwijs voor jonge basketballers. Sinds het seizoen 2017-2018 neemt het Heren 1-team deel aan de Promotiedivisie, het op één na hoogste niveau in Nederland, waarbij UBALL-talenten worden aangevuld met ervaren spelers van andere clubs. Daarnaast werkt UBALL samen met andere Utrechtse basketbalclubs, zoals SVO Basketball en Utrecht Cangeroes om talentvolle spelers en speelsters de mogelijkheid te bieden op het hoogste landelijke niveau te trainen en spelen.
In mei 2008 vestigde UBALL een wereldrecord door tijdens het All Star Gala 2640 lay-ups in één uur te maken.

## Erelijst
| Competitie      | Winnaar | Winnaar | Runner-up | Runner-up |
| Competitie      | Aantal  | Jaren   | Aantal    | Jaren     |
| --------------- | ------- | ------- | --------- | --------- |
| Nationaal       |         |         |           |           |
| Promotiedivisie |         |         | 1×        | 2023      |

## Teams
- Mix onder 12 jaar (MU12, 2e Divisie)
- Mix onder 14 jaar (MU14, Eredivisie)
- Jongens onder 16 jaar (MU16, Eredivisie, Eerste Divisie)
- Jongens onder 18 jaar (MU18, Eredivisie)
- Jongens onder 21 jaar (MU21, Dutch Talent League)

- Heren senioren 1 (MSE1, Promotiedivisie)

## Achtergrond
Gedurende de eerste seizoenen stond het elk talent vrij om zowel voor UBALL als voor de eigen vereniging in de competitie uit te komen. Met het stijgen van het niveau van UBALL als basketbalorganisatie bleek dat steeds meer een moeilijk te realiseren combinatie te zijn. Daarom werd dit systeem van dubbele licentie bij UBALL en haar Bolwerkverenigingen vanaf seizoen 2010-2011 afgeschaft.
Dit niveau wordt in belangrijke mate bereikt door het nauwe samenwerkingsverband tussen UBALL en de LOOT-scholen in De Meern (het Leidsche Rijn College en het ViaNova College). Op deze scholen wordt de reguliere schoolopleiding gecombineerd met het intensieve trainingsprogramma van UBALL. In totaal traint een talent 15 uur per week. In deze trainingen staat, naast de techniek en tactiek, ook de fysieke ontwikkeling centraal.
Binnen het trainingsprogramma van UBALL wordt aandacht geschonken aan de kernwaarden van UBALL. De kernwaarden zijn: "stoïcijns meebewegen, onbaatzuchtigheid, mentale hardheid, eigen verantwoordelijkheid". Deze kernwaarden vormen de basis van de mentale ontwikkeling van de talenten.